# Amino
Amino — веб-приложение американской компании Narvii, Inc., онлайн-сервис для общения на разные тематики, наиболее популярной тематикой является аниме.
Приложение было создано Инь Ваном и Беном Андерсоном в 2014 году.

## Функциональность
Главная особенность Amino — сообщества, посвященные определенной теме, к которой могут присоединиться пользователи. Пользователи могут общаться с другими членами сообщества тремя способами: в текстовом, голосовом чате, либо же в «кинозале» — в чате, который позволяет пользователям вместе просматривать видео во время голосового чата.
Прочие функции включают записи с картинками, блоги, истории, записи вики, опросы и викторины.

### Администрация
В каждом сообществе есть три типа администраторов: «Агент», «Лидер» и «Куратор».
- «Агенты» имеют наивысший ранг и имеют доступ ко всем функциям сообщества, таким как возможность редактировать темы, банить участников и многое другое[4][5].
- Лидеры, такие же агенты, но не могут отбирать лидера, в отличие от агента[5].
- Кураторы имеют намного меньше привилегий, и, в основном, сосредоточены на управлении сообществом, когда Лидеров или Агентов нет рядом. Кураторы, как правило, скрывают общие чаты и посты, а также добавляют записи в подборку записей[5].

Несмотря на то, что в сообществе высший по рангу администратор является «Агент», за нарушение основных правил Амино данного администратора могли сместить пользователи из Команда Амино.

## История
В 2012 году во время посещения аниме-конвенции в Бостоне (Массачусетс), Ван и Андерсон выступили с идеей создания конвенционального сообщества. Позже в том же году они выпустили два приложения, посвященных K-pop и фотографии, которые позволят поклонникам этих тем свободно общаться.
В 2014 году Amino был официально выпущен, а ранее выпущенные приложения про K-pop и фотографию стали первыми сообществами на этой платформе. В июле 2014 года Андерсон и Ван основали компанию Amino Apps, Narvii и получили начальное финансирование в размере 1,7 миллиона долларов.

### Развитие
Приложение Amino быстро развивалось, в первый год было запущено 47 сообществ. Фэндомы перешли с таких веб-сайтов, как Facebook и Reddit на Amino, отчасти из-за мобильного приложения.
До 2016 года, когда пользователь хотел присоединиться к новому сообществу, он должен был установить отдельное приложение для Amino, к которому он хотел бы присоединиться. В 2016 году Amino Apps запустил централизованный портал, на котором все сообщества Amino размещены в одном приложении, следственно, пользователям больше не нужно было устанавливать сразу несколько приложений.
В том же году было запущено приложение ACM (Amino Community Manager), позволяющее пользователям создавать собственные сообщества.  Это привело к тому, что количество сообществ Amino резко выросло до 2,5 миллионов.

## Финансирование
Разработчики Амино получили 1,7 млн долларов в виде начального финансирования в июле 2014 года. В сентябре 2015 года они получили 6,5 млн долларов в виде финансирования серии А.